# Metagonia duodecimpunctata
Metagonia duodecimpunctata là một loài nhện trong họ Pholcidae. Loài này được phát hiện ở Ecuador.